# Schecter
La Schecter Guitar Research è un'azienda produttrice di chitarre e bassi elettrici, che da tempo conta due diverse sedi, negli Stati Uniti (a Sun Valley, in California) e in Giappone (Schecter Japan) , che non hanno ufficialmente rapporti imprenditoriali diretti fra loro, ma solo di condivisione nominale del marchio (alla divisione Giapponese fa capo la ESP Japan).
A fine 2012 la sede principale, allora situata a Burbank in California, è stata spostata a Sun Valley, sempre in California, per far fronte alla necessità di uno stabile di maggiori dimensioni in grado di ospitare i macchinari CNC per la produzione degli strumenti della "USA Production".
Di fatto la sede di Sun Valley rappresenta la quarta sede nella storia dell'azienda, preceduta dall'originale a Van Nuys, da Dallas e da Burbank. 

## Storia

### Gli anni del Custom Shop, 1976–1983
L'azienda apre i battenti nel 1976 per mano di David Schecter, Herschel Blankenship e Shel Horlick, fondatori della stessa, a Van Nuys in California, impostandola inizialmente come un negozio adibito alla riparazione di strumenti elettrici proponendo pezzi propri di svariato tipo, dall'hardware alle parti in legno, senza mai però assemblare chitarre complete.

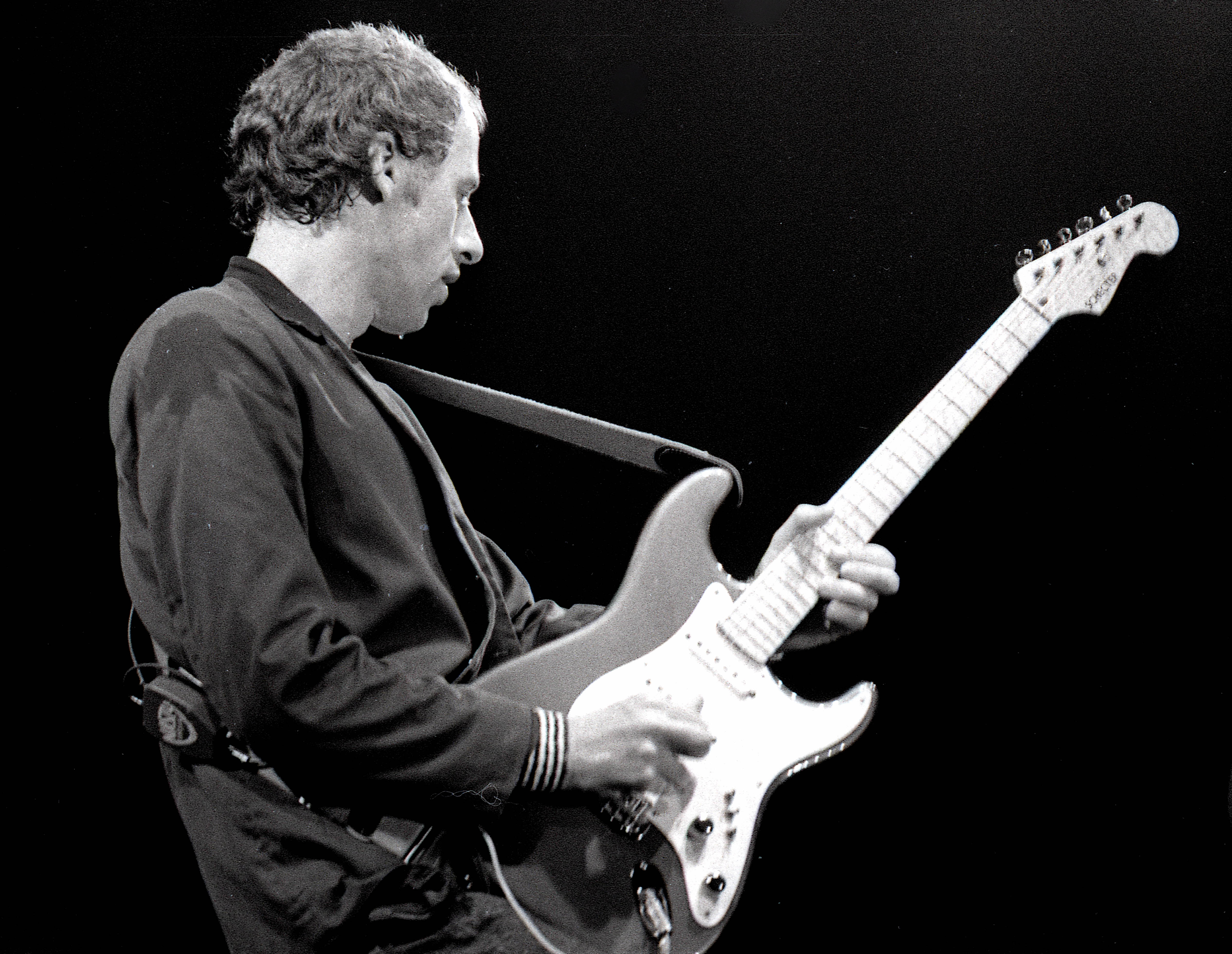
Mark Knopfler in concerto con un esemplare di Schecter Custom Stratocaster

Questo avviene nel 1979, anno in cui la Schecter propone per la prima volta delle chitarre elettriche complete, sostanzialmente delle repliche delle Fender di quegli anni, costruite a mano da un Custom Shop, quindi altamente performanti e costose e vendute in modo molto esclusivo in tutto il territorio nazionale.
L'esclusività degli strumenti targati Schecter era data da alcune caratteristiche peculiari che distinguevano il marchio in quegli anni:
- l'utilizzo di legni esotici per la costruzione dei body (koa, mogano, bubinga, padauk, zebrawood...) e dei manici (koa, acero figurato, cocobolo, pau ferro, purple heart...) degli strumenti, senza l'applicazione di una finitura solida coprente (e quindi il vantaggio estetico del legno "vivo" che gli strumenti portavano con loro). Sempre per evitare qualsivoglia copertura del legno esotico, i manici erano composti da un singolo pezzo di legno, quindi senza l'incollaggio separato della tastiera;
- l'hardware in ottone, al fine di incrementare la vibrazione delle corde, prerogativa propria di pochi costruttori dell'epoca;
- pickups più potenti di quanto proposto da altri marchi, pur mantenendo un'alta dinamica sonora; tra questi il modello F500T utilizzato per un certo periodo dal chitarrista Mark Knopfler dei Dire Straits; questi magneti furono particolarmente apprezzati in tale periodo anche per il loro abbinamento con alcuni battipenna che venivano proposti "con elettronica Schecter", cioè costruiti con mini toggle switches multipli per una maggiore fruibilità dei magneti stessi (erano switch a 3 posizioni, cioè con possibilità di avere ciascun pickup utilizzato in full, in tapped ed escluso). Tali set di originali battipenna-pickups sono anche oggi molto apprezzati quali rarità e venduti a cifre molto elevate. Fra questi magneti ad alto output, vi era anche lo Schecter Z-Plus (o "Z+"), un progetto nato dalla collaborazione fra Shel Horlick e Kent Armstrong (produttore degli omonimi pickups), costruito per essere associato a modelli Gibson Les Paul come magnete supercharged poi riproposto anch'esso nel Custom Shop a partire dal 2012. Nella fattispecie, tale pickup nacque dall'incontro, mediato da Mike Biegle alla fine degli anni 70, fra il costruttore di trasduttori Dan Armstrong e un membro del gruppo Schecter, Shel Horlick, sulla base di un preesistente prodotto ideato da Armstrong stesso (benché sia incerto il patrocinio, se di Dan o Kent Armstrong)[3]. Tali pickups vennero quindi venduti come "Schecter Z+ Assembly", assieme ad un wiring a 4 potenziometri preassemblato.
- è possibile riconoscere le Schecter dell'era Van Nuys per alcune peculiarità non riproposte nei periodi successivi del marchio; fra queste figurano i segnatasti laterali nella tastiera di colore argenteo, e la presenza di un codice identificativo di 4 cifre, preceduto da una S quale iniziale del marchio, a livello dell'attaccatura fra manico e corpo.

Fu in questi anni che si affermò la definizione di "Dream Machines" per gli strumenti che uscivano dal custom shop Schecter, dovuta all'ingente valore dei pezzi venduti. Le stesse Schecter possedute da Mark in quegli anni (tra cui la Stratocaster con finitura Candy Apple Red presente in diversi live - tra cui l'Alchemy Live - e nel video di Tunnel of Love, una sunburst con battipenna dorato, una colore Daphne Blue e una Telecaster rossa) sono note essere delle Dream Machines.
Il marchio fu in quegli anni aiutato nella propria proliferazione da famosi endorser come Pete Townshend (cui la Schecter dedicò un modello, oggi riproposto dalla serie coreana Diamond, nota come "PT", una Telecaster con due Humbucker) e il già menzionato Mark Knopfler.
Con buona probabilità, a questa "era" appartenevano anche i bodies delle chitarre in seguito usate da Nuno Bettencourt alla fine degli anni ottanta (poi passato a Washburn), e Gary Moore. Il primo utilizzava un corpo Schecter in acero totalmente privo di verniciatura con un manico Warmoth, mentre Gary Moore suonò una Chandler-Schecter (prodotta da Charley Chandler a Londra) durante il periodo di produzione dell'album Wild Frontier. La stessa chitarra, dotata di un singolo pickup EMG al ponte, con un singolo controllo di volume e un ponte Floyd Rose, venne peraltro ridipinta in occasione di un tour del 1986. È inoltre noto che Joe Perry (musicista) utilizzò una Traditional modificata (e recante la frase "Protest and Survive"  marchiata a fuoco sulla paletta) durante gli anni 80, con cui registrò il brano Walk This Way con i Run DMC.
Anche Steve Lukather, chitarrista della celebre band Toto, utilizzò una Dream Machine in passato: la peculiarità dell'esemplare da lui posseduto era la finitura rossa che ricopriva interamente le parti legnose dello strumento (non solo il corpo dunque, bensì anche manico e tastiera), abbinata ad un battipenna in ottone, metallo di cui erano composte tutte le parti metalliche visibili (quindi tremolo, potenziometri, jackplate e meccaniche). Tale strumento fu utilizzato per la registrazione del celebre album della band Toto IV.

### La vendita e il calo qualitativo, 1983-1987
Nell'anno 1983 l'azienda fu venduta a un gruppo di investitori texani a causa delle limitate vendite che stavano portando l'azienda al collasso (questo a causa dei prezzi imposti agli strumenti). Non è ben noto quali vicende coinvolsero la casa, nel frattempo trasferita a Dallas, quegli anni; noto fu solo che in quel periodo i prodotti Schecter subirono un calo qualitativo rispetto al passato, ed è ciò che contraddistinse gli strumenti di nuova produzione, oggi noti come "Dallas Schecter". In particolare sembra che questi ultimi utilizzassero parti costruttive provenienti da differenti fonti a causa di un grosso furto subìto nella sede dell'azienda di Dallas che penalizzò ulteriormente la produzione.
Tuttavia, la Schecter continuò a produrre strumenti di alto livello (per quanto non all'altezza degli originali custom shop) e in quantità molto maggiore rispetto a prima.
Pare che tra gli utilizzatori in questi anni potessero contare comunque chitarristi come Yngwie Malmsteen e John Norum degli Europe; noto è infatti che venne realizzata per un breve periodo di tempo una sua signature, denominata Schecter YM-1, una Stratocaster comprensiva di hardware dorato, manico avvitato con tastiera in palissandro e tasti "scalloped", come consuetudine del chitarrista. Al pari di tale signature vennero realizzate anche la Schecter John Norum, una Strato con humbucker al ponte e single coil al manico, ma priva di quello centrale e la Schecter Jimi Hendrix, anch'essa Strato ma con la particolarità della paletta invertita, così come il single coil al ponte, anch'esso invertito poiché inclinato dalla parte delle corde più gravi anziché delle più acute (si noti, comunque, che questa signature era una chitarra-tributo in quanto mai realmente utilizzata dal chitarrista).
Le Dallas Schecter di produzione regolare vennero marchiate con nomenclature distintive dalle precedenti "Dream Machines": rispettivamente le Stratocaster furono denominate Schecter Mercury (o talvolta, a seconda del modello, Scorcher), mentre le telecaster Schecter Saturn.
In questi anni si stabilì anche una produzione di chitarre di stampo più economico, le Schecter Strategy e Genesis. Particolarità di queste era il montare hardware di grande qualità, presente anche sulle controparti di legno ben più pregiato.

### L'acquisizione orientale e la produzione di massa, 1987-presente
Nel 1987 gli investitori texani vendettero la Schecter Guitar Research a Hisatake Shibuya, già allora possessore del marchio chitarristico ESP, che trasferì nuovamente la casa americana alla sede californiana (non più Van Nuys bensì Burbank), restituendole il ruolo originale di marchio dedito alla costruzione a mano di strumenti di alto livello e in più implementandone un mercato più proteso alla produzione di massa, portando al vertice della ditta l'attuale presidente Mike Ciravolo, il quale puntò alla costruzione di chitarre a Incheon in Sud Korea, come molti marchi già si erano apprestati a fare e denominando tale produzione "Diamond Series"; essa, tuttavia si staccava ampiamente dai canoni del marchio, proponendo anche chitarre e bassi tuttora molto usati in ambito estremo. Questo fu principalmente dovuto al desiderio di Mike Ciravolo di staccarsi fermamente dai design del tempo, allora apertamente legati ai modelli Stratocaster e Telecaster, proponendo idee alternative nonché più moderne: questo sfociò, nel 1996, alla presentazione di tre modelli inediti denominati "Hellcat", "Tempest" e "Avenger", ancora oggi utilizzati. Una manciata di anni dopo fu proprio la serie Avenger a prestarsi come base per la prima chitarra settecorde realizzata dal marchio e presentata come "A-7".
Il successo della "nuova" Schecter Guitar Research, forte di un look ringiovanito e di prodotti dal prezzo competitivo grazie alla "Diamond Series", arrivò grazie a gruppi che, in quel periodo, ebbero molta visibilità soprattutto per via della loro ampia esposizione telematica mediata dall'emittente MTV: fra questi vi erano Powerman 5000, Stone Temple Pilots, Alien Ant Farm, White Zombie e in particolare i Papa Roach, forti del successo dell'album Infest, contenente la hit Last Resort, il cui video ufficiale mostrava il chitarrista Jerry Horton suonare una Schecter C-1. Di lì a poco si sarebbero uniti anche gli Avenged Sevenfold.

### La "sorte" di Dave Schecter
Benché dal lontano 1984 non intrattenga più alcun tipo di rapporto imprenditoriale con il marchio da lui stesso creato, Dave lavora tuttora nel settore della musica: rifacendosi ai suoi progetti originali (i pickups F500 e 400 T ed N) ha continuato a costruire, sino a circa il 2014, magneti per chitarra elettrica a Tucson in Arizona sotto il nome di Ozone Guitars.

### Il 2013 e la "Rinascita"
Nel 2013 il marchio cerca di espandere la propria line-up, non solo incrementando il numero di modelli Diamond Series (con la riedizione di serie storiche ridisegnate, quali la Banshee) e di artisti signature (vengono, tra gli altri, realizzati due nuovi strumenti per Tommy Victor e Kenny Hickey, storici portabandiera del marchio), ma anche istituendo una gamma di amplificatori progettati da James Brown (storico progettista degli amplificatori Peavey) comprendente una testata signature per Synyster Gates.
Viene inoltre introdotta la "USA Production Series", una serie di chitarre costruite nel Custom Shop (trasferitosi quell'anno a Sun Valley) mediante macchinari CNC. Per l'adempimento di questo progetto fu chiamato ad unirsi al gruppo Schecter - a fianco dei due storici masterbuilder della storia recente del marchio, Shigeki Aoshima e Tetsu Yayuma - il rinomato liutaio John Gaudesi, famoso per aver lavorato a sua volta in qualità di masterluthier presso la ESP, la Yamaha - di dominio pubblico sono le sue rivisitazioni dei modelli BB ed Attitude limited, "signature" del leggendario Billy Sheehan - la Valley Arts, collaborando con numerosi artisti quali George Lynch, Metallica, Slayer e costruendo un basso a 12 corde per il bassista Doug Pinnick.
Talune locandine pubblicate da Schecter durante gli ultimi mesi dell'anno 2012 annunciavano l'imminente 2013 come l'anno di una Rinascita.
I modelli presentati nel 2013 di produzione americana appartenenti alla U.S.A. Production Series, sono perlopiù riproposizioni di design già utilizzati dal marchio in passato, e vengono presentate con ampie possibilità di customizzazione.
Tra questi figurano:
- Schecter Traditional: classico modello tipo Schecter Stratocaster, disponibile in configurazione S-S-S o H-S-S e con diverse colorazioni (una delle quali, il Candy Apple, nsi ispira chiaramente alla Schecter Strat rossa usata da Mark Knopfler nel live Alchemy.
- Schecter PT: ripresa del design Pete Townshend settantiano già proposto nella Diamond Series
- Schecter PT Vintage: telecaster dal design classico, in configurazione con un single coil al ponte ed un humbucker al manico
- Schecter PT Exotic: la PT equipaggiata con legni esotici e top figurato
- Schecter Contoured Exotic Top: modelli superstrat tipici degli anni '90, con top in acero fiammato o marezzato, ponte Floyd Rose e configurazione H-S-S
- Schecter California Custom Elite: modello inedito per la casa americana, nonché ispirato alle superstrat a doppio humbucker e singolo potenziometro (del volume) in voga a cavallo degli anni '70 e '80
- Schecter California Custom Pro:analoga al modello Elite, ma con finitura solida, priva del top figurato
- Schecter Sunset Classic II: simile ai modelli Diamond Series quali l'hellraiser, presenta configurazione H-H, compound radius, ponte floyd rose e giunzione bolt-on. Presente in versione 6 e 7 corde
- Schecter Hollywood Classic: derivata dalla CS-1 custom shop masterbuild, è simile alla Sunset Classic II ma presenta costruzione Set Neck e paletta con finitura concomitante al body. Presente anche con ponte Floyd Rose
- Schecter Traditional J-Bass: ispirato ai modelli Diamond (a loro volta riprendenti il basso Fender Jazz Bass)

Questi modelli sono stati dotati di magneti interamente prodotti da Schecter nello stesso stabilimento a Sun Valley. Si tratta perlopiù di riproposizioni dei vecchi pickups prodotti da David e Tom ottenute mediante il reverse-engineering a partire dagli originali, in aggiunta a modelli totalmente nuovi. Tra i primi si annoverano dunque i SuperRock e i SuperRock Vintage (repliche dei pickups usati da Pete Townshend) nonché i Monstertone e gli Z-Plus.

## Alcuni celebri utilizzatori di Schecter in passato
- Mark Knopfler (Dire Straits)
- Adrian Vandenberg[6] (Vandenberg, Whitesnake)
- Pete Townshend (The Who)
- Martin Barre (Jethro Tull)
- David "Honeyboy" Edwards
- Ian Anderson (Jethro Tull)[7]
- Yngwie Malmsteen
- Billy Gibbons[8]
- Lou Reed
- Steve Vai
- Dann Huff (Giant, White Heart)
- Nuno Bettencourt
- Ritchie Blackmore
- Joe Perry (Aerosmith)
- Prince[9]
- Jamie West-Oram (The Fixx)
- Gary Holt (Slayer)
- Dr.John
- Scott Gorham[10] (Thin Lizzy)
- Andy Taylor (Duran Duran)
- Steve Lukather (Toto)
- John Spinks (The Outfield)
- John Norum (Europe)
- Michael Landau
- Eddie Vedder (Pearl Jam)
- Peter Frampton
- Dee Dee Ramone (Ramones)
- Jimmie Vaughan

## Alcuni utilizzatori attuali di Schecter
- Olaf Thorsen (Vision Divine)
- Jay Bentley (Bad Religion)
- King ov Hell (Gorgoroth)
- Dez Cadena (Misfits, Black Flag)
- Marek "Ashok" Šmerda (Cradle of Filth)
- Daniel Firth (Cradle of Filth)
- Mark Shelton (Manilla Road)
- Abbath Doom Occulta (Immortal)
- Jerry Horton (Papa Roach)
- Matthew Mills
- Pete Dee (The Adicts)
- Johnny Echols (Love (gruppo musicale))
- Jens Ludwig (Edguy)
- Keith Merrow
- Wayne Hussey (The Mission)
- Marco "Maus" Biazzi (Lacuna Coil)
- Flattus Maximus (GWAR)
- Vince Neil (Mötley Crüe)
- Tommy Lee (Mötley Crüe)
- Nikki Sixx (Mötley Crüe)
- Luigi Schiavone (Enrico Ruggeri)
- Synyster Gates (Avenged Sevenfold)
- Zacky Vengeance (Avenged Sevenfold)
- Johnny Christ  (Avenged Sevenfold)
- Dan Donegan (Disturbed)
- Chris Poland (ex Megadeth, Ohm)
- Robert Smith (The Cure)
- Porl Thompson (The Cure)
- Simon Gallup (The Cure)
- Danilo Caraccio (Naiforeal, Anacolutha)
- Kenny Hickey (Type O Negative)
- Chris Howorth (In This Moment)
- Attila Voros (Nevermore in sede Live, Leander)
- John DeServio (Black Label Society)
- Robert DeLeo (Stone Temple Pilots)
- East Bay Ray (Dead Kennedys)
- Chuck Wright (Quiet Riot)
- Pat Badger (Extreme)
- Lexxi Foxxx (Travis Haley) (Steel Panther)
- Johnny Martin (L.A. Guns)
- Derek Smalls (Spinal Tap)
- Sami Yli-Sirniö (Kreator)
- Anders Nyström (Katatonia)
- Dez Cadena (Misfits)
- Robin Zander (Cheap Trick)
- Shawn Milke (Alesana)
- Giacomo Castellano
- Zakk (Black Tide)
- Robin Finck (Nine Inch Nails)
- Shaun Morgan (Seether)
- Geddy Lee
- Kay Brem (Eluveitie)
- Enrico Ruggeri
- Federico Puleri (Vision Divine)
- Giuseppe Scarpato
- Fabrizio Palermo (Enrico Ruggeri)
- Federico Poggipollini
- Grant Lee Philips
- Doug Pinnick (ex King's X)
- Shinichi Kobayashi
- Ed Sloan (Crossfade)

## Nomenclatura delle "Superstrat"
Per quanto non sia mai stato un aspetto particolarmente enfatizzato dalla Schecter per alcuni dei suoi modelli più celebri, il nome proposto per alcuni dei modelli di Superstrat partoriti dalla casa è un segno distintivo indicante le peculiarità dello strumento. Più precisamente:
- Sunset/Sunset Custom: sono i modelli di superstrat con top piatto non figurato;
- Sunset Classic: modello a top bombato non figurato;
- Hollywood Custom: avente top figurato e piatto;
- Hollywood Classic: avente top figurato e bombato;
- CS-1: tipico delle superstrat del Custom Shop, con top bombato o piatto, sempre e comunque costruite con legni esotici.
- Per quanto concerne il mercato esclusivo Giapponese, le chitarre vengono nomenclate spesso con riferimenti agli stati Americani; ad esempio la serie NV deve il suo nome allo stato del Nevada, la SD al Dakota del Sud.

Vi sono poi nomi più tradizionali quali le serie TRAD per Traditional, PW per Platinum Wood, PT per Pete Townshend.

## Signature Italiane
- È in commercio, come esclusiva per il territorio italiano, una signature costruita su specifiche del chitarrista Luigi Schiavone: la Schecter LS-1; essa è sostanzialmente una S-1 con Seymour Duncan JB/'59, top in acero fiammato ambrato e binding in abalone a contornare corpo e tastiera. La chitarra è inoltre provvista di un sistema push/pull utilizzato per splittare i due humbuckers.
- Sempre come esclusiva per l'Italia è stata prodotta una signature anche per Giuseppe Scarpato, essenzialmente una telecaster in frassino fiammato massello con humbucker al ponte, single coil centrale e minihumbucker al manico, costruita su personale scelta del chitarrista. L'humbucker è un Seymour Duncan JB, al centro il single coil è un SSL-6, mentre al manico è situato un JBjr minihumbucker.
- Dal 2013 è disponibile una signature dedicata al chitarrista dei Lacuna Coil Marco Emanuele Biazzi: essenzialmente una SLS C-1 satinata, dotata di compound radius, EMG al posto dei Seymour Duncan Blackouts, nonché una forma più slanciata derivante dall'unione fra la C-1 e la Banshee (modello recuperato dai cataloghi passati e totalmente reinventato).

## Caratteristiche
Schecter fu il primo marchio chitarristico ad applicare sui propri strumenti un hardware Nero Cromato (usato ampiamente ancora oggi). Analogamente propose sul mercato i primi pickups "tapped" (gli Schecter F500T).
Per un certo periodo di tempo, su una delle stratocaster Fender di Ritchie Blackmore furono montati dei pickups Schecter F500T, analoghi a quelli di Mark Knopfler. In seguito utilizzò dei Quarter Pound, celebri pickups prodotti dalla Seymour Duncan, modellati sugli stessi F500T.
Schecter è uno dei pochissimi marchi sul mercato a cui è legalmente concesso proporre chitarre con paletta simil-Fender. Questa caratteristica, presente sin dai tempi del Custom Shop, è ancora oggi utilizzata, perlopiù nelle produzioni Schecter Japan, e va ad alternarsi alla paletta originale Schecter Strat; su questa è basato il design delle palette Tom Anderson e Suhr.

## Collaborazioni
I rinomati liutai James Tyler, Tom Anderson e John Suhr iniziarono la propria carriera come costruttori (o comunque stretti collaboratori) di Schecter. In particolare Tom Anderson creò l'archetipo dei pickups Schecter Monstertone (oggi ancora utilizzati) e fondò, su consiglio di Dave, il proprio marchio non appena la Schecter Guitar Research fu acquistata; John Suhr assemblò molteplici esemplari durante il suo impiego lavorativo al Rudy's Shop; James Tyler modellò, tra le altre, una Strato per l'artista Michael Landau; Pat Wilkins, facente parte del team originale di 10 impiegati alla Schecter, lavorò per 6 anni nei reparti di assemblaggio, legno e rifinitura, prima di mettersi in proprio nel 1983; Tom Keckler, ideatore e produttore del marchio Saint Blue Guitars (che ebbe endorsers di rilievo mondiale quali Eric Clapton, Billy Gibbons, Rick Derringer, Albert King, Marshall Crenshaw, Glenn Frey) lavorò alla corte di Dave Schecter prima di mettersi in proprio nel 1984. Si pensa che sia stata proprio la collaborazione di Tom a portare il marchio dal ruolo di parts supplier alla produzione di veri e propri strumenti assemblati. È inoltre noto che fra i centri autorizzati per l'assemblaggio delle parti Schecter alla fine degli anni 70 vi era il negozio del Kentucky "Willcutt Guitars", gestito ancora oggi da Bob Willcutt.
Molteplici furono i legami e le collaborazioni commerciali tra Schecter, Charvel e il brand Boogie Bodies alla fine degli anni '70. Considerato che Schecter, agli albori della propria storia, era un marchio che principalmente costruiva pezzi sostitutivi e non strumenti finiti, e che era uno dei (pochi) marchi a produrre hardware in ottone, non è da escludere che rifornisse marchi maggiori come Fender con alcune tipologie di pezzi, tra cui l'hardware stesso (presente su alcuni modelli Fender dell'epoca).